# 에이바 듀버네이
에이바 마리 듀버네이(영어: Ava Marie DuVernay, 1972년 8월 24일 ~ )는 미국의 영화 감독이자 시나리오 작가이다. 2012년 영화 《미들 오브 노웨어》로 선댄스 영화제 감독상을 수상했다. 2014년에는 《셀마》로써 아카데미 작품상, 골든 글로브상 등에 후보로 올랐다.

## 연출 작품 목록

### 영화
- Saturday Night Life (2006, 단편)
- Compton in C Minor (2007, 다큐)
- This is the Life: How the West Was One (2008, 다큐)
- 아이 윌 팔로우 (2010)
- 미들 오브 노웨어 (2012)
- The Door (2013, 단편)
- Say Yes (2013, 단편)
- 셀마 (2014)
- August 28: A Day in the Life of a People (2016, 단편 다큐)
- 미국 수정헌법 제13조 (2016, 다큐)
- 시간의 주름 (2018)
- 오리진 (2023)

### 텔레비전
- 스캔들 (2012) - "Vermont is For Lovers, Too" 에피소드 감독
- 그들이 우리를 바라볼 때 (2019)